# Ilana Glazer

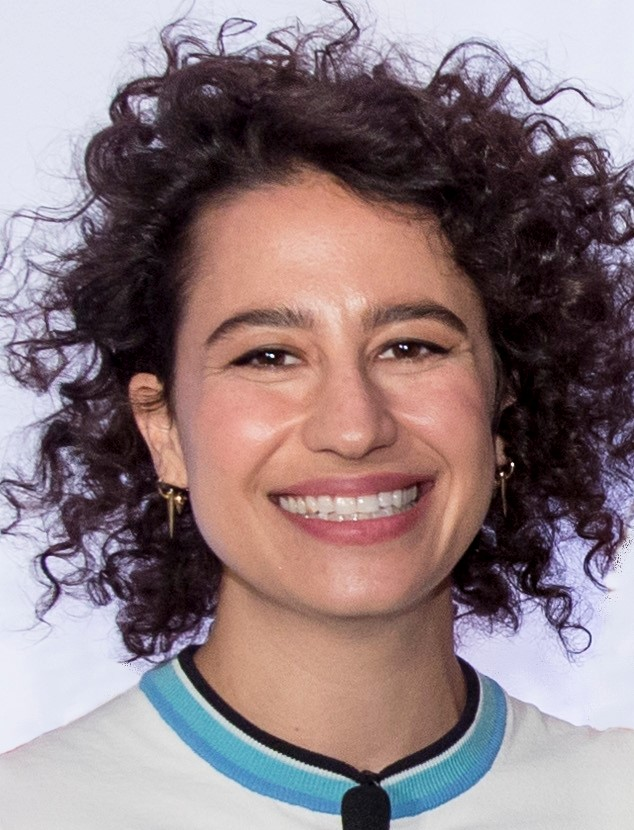
Ilana Glazer 2015.

Ilana Glazer, född 12 april 1987, är en amerikansk komiker, skådespelare, manusförfattare, TV-producent och regissör. Hon är känd för att tillsammans med Abbi Jacobson ha skapat och spela huvudrollen i komediserien Broad City.
År 2006 började Ilana Glazer ta lektioner vid Upright Citizens Brigade Theatre och uppträdde med improvisationsteater och som stå upp-komiker i New York under flera år. Glazer tog examen från New York University 2009. Samma år började hon och Jacobson spela in Broad City som en webserie där de spelade fiktiva versioner av sig själva. 2011 beställde TV-kanalen Comedy Central ett pilotavsnitt av serien och 2014 hade den premiär på kanalen.

## Filmografi i urval
- 2012–2017 – Broad City (TV-serie)
- 2015 – The Night Before
- 2017 – Rough Night
- 2023 – The Afterparty (TV-serie)